# Raymond James Financial
Raymond James Financial est un groupe spécialisé dans l’intermédiation, la banque d’investissements, les services bancaires et la gestion d’actifs.

## Histoire
Raymond James Financial a été créé par la fusion de Robert A. James Investments et de Raymond & Associates.
Créé en 1962 en Floride, le groupe est coté en bourse depuis 1983 sur le New York Stock Exchange. Il constitue le deuxième réseau de placement de produits financiers aux États-Unis.
Plus de 10 000 collaborateurs, au sein du groupe, servent 2,5 millions de clients institutionnels et particuliers aux États-Unis, au Canada et en Europe.
Son équipe de recherche couvre plus de 1 200 compagnies dans le monde.
Le montant total des actifs administrés par Raymond James Financial s'élève à 1260 milliards de $ (2021).
Établi en France depuis 1987, le groupe Raymond James y offre plusieurs types de services. Un service de gestion collective et de gestion sous mandat tant pour ses clients particuliers que pour ses clients institutionnels (Raymond James Asset Management International). Le groupe y offre aussi un service de recherche financière indépendante (plus de 1000 émetteurs suivis) et un service de transmission d'ordres pour ses clients institutionnels (Raymond James Euro Equities et Raymond James International).
Le 26 janvier 2021, la filiale française de Raymond James Financial, présidée par Emmanuel Laussinotte, annonce son indépendance et prend le nom Gay-Lussac Gestion.

## Raymond James Stadium
Raymond James a acquis les droits d'appellation du Raymond James Stadium en 1998. En 2006, l'entreprise a renouvelé le contrat jusqu'en 2015. Le stade, situé à Tampa en Floride, est un des meilleurs stades de la NFL, il a été nommé « crown jewel » de la ligue.
Il a notamment accueilli le Super Bowl XXXV le 28 janvier 2001, le Super Bowl XLIII le 1er février 2009, ainsi que le Super Bowl LV le 7 février 2021.